# NGC 6794
NGC 6794 (другие обозначения — PGC 63241, ESO 338-5, MCG -7-40-1) — галактика в созвездии Стрелец.
Этот объект входит в число перечисленных в оригинальной редакции «Нового общего каталога».